# Mary Austin Holley
Mary Austin Holley (30 ottobre 1784 – 2 agosto 1846) è stata una scrittrice statunitense, conosciuta per la sua opera Texas (1833), ampliata nel 1836 in un'altra opera, Storia del Texas (History of Texas in inglese).
Era cugina di Stephen Fuller Austin.